# 5856 Peluk
5856 Peluk este o planetă minoră (asteroid) din centura de asteroizi. A fost descoperită pe 5 ianuarie 1994 la Kushiro de Seiji Ueda⁠(d) și a fost numită după Peter-Lukas Graf⁠(d). 
Obiectul prezintă o orbită caracterizată de o semiaxă mare de 2,6030369 UAi, o excentricitate de 0,1116102, o înclinație de 16,04915 ° în raport cu ecliptica.